# فرانس جريلبارتسر
فرانتس جريلبارتسر Franz Grillparzer (ولد في فيينا 15 يناير 1791 - ومات في فيينا 21 يناير 1872)، أديب وكاتب مسرحي نمساوي.

## حياته
ولد فرانتس جريلبارتسر في فيينا في 15 يناير 1791. وقد أنهى في الفترة بين 1804 إلى 1807 دراسة تمهيدية في الفلسفة في جامعة فيينا، ثم بعدها مباشرة دراسة الحقوق. ولكن الأسرة سرعان ما دخلت في أزمات مالية بعد موت الوالد، ولذلك لجأ إلى إعطاء الدروس الخاصة لأبناء البلاد، لكي يستطيع مواصلة دراسة القانون، والتي أنهاها في عام 1811.
واكب مولد فرانتس جريلبارتسر أحاث كبيرة، ففي نفس العام توفي الموسيقار موتسارت، وازداد تأثير الثورة الفرنسية، وامتدت شعلتها داخل وخارج فرنسا. وكانت النمسا قد أصبحت قوة سياسية مستقلة، وفي نفس الوقت كانت تعتبر جزءا سياسيا وفكريا من المنطقة الألمانية كلها. وقد ظل ذلك حتى وقت انفصالها التام عن ألمانيا في حرب عام 1866. أثرت هذه الأحداث في فرانتس تأثيرا كبيرا.
عانى جريلبارتسر من النظام السياسي القائم في بلاده، وكان طغيان هذا النظام متمثلا في الرقابة والبوليس. وكان يشعر بالغضب من هذه الرقابة المتسلطة، وكان يقول:«يبدو أنه ليس لي مكان في هذه الباد، ولكن أحب إلى نفسي أن أفعل وأقاسي كل شيء من أجلها». لكن عندما انطلقت الثورة الشعبية في النمسا عام 1848, أدرك جريلبارتسر أن إطلاق الحرية الشخصية بلا عنان ولا ضابط، سوف يؤدي إلى تحطيم النمسا التي كانت تحتوي على العديد من القوميات.
بعد الهزائم التي لحقت بلاده في عام 1859 وعام 1866 في إيطاليا، ازداد تالم جريلبارتسر وحزنه على بلاده. من فيينا سافر جريلبارتسر ثلاث مرات إلى ألمانيا، وقد التقى بجوته في أحد هذه المرات عام 1826. وقد سافر أيضا إلى فرنسا وإنجلترا وتركيا واليونان.
من الشخصيات التي أثرت في جريلبارتسر، يوزف شرايفوجل Josef Schreivogel الذي كان يشجعه، وقد أخذ بيده وقدمه إلى عالم المسرح بأول مسرحياه وهي الجدة الأولى Ahnfrau. وأكثر صديقات الأديب إخلاصا له كانت كاتارينا فرولش، التي أحبها وخطبها ولكنهما افترقا بعد ذلك. ولكن كانت بينهما صداقة هادئة، ولأن تلك الخطوبة لم تتوج بالزواج كان يطلق عليها العروس الأبدية.
لم يكن جريلبارتس شاعرا غنائيا ذا أهمية كبيرة، وقد علل هو نفسه ذلك بقوله: «إنني ألجأإلى الشعر الغنائي فقط، كوسيلة لراحة النفس».

## وفاته
توفي فرانتس جريلبارتسر في 21 يناير 1972, في مدينة مولده فيينا، وقد أوصي ان تكون كاتارينا فرولش هي وريثت، وقد عاشت بعده سبع سنوات واعتنت بأشعاره وأعماله الأدبية بإخلاص بعد وفاته.

## إنتاجه الأدبي
يعد فرانتس جريلبارتس مؤلفا مسرحيا من المقام الأول. ولكننا بالرغم من ذلك ندين له بواحدة من أهم الأعمال الكلاسيكية القصصية في الأدب الألماني. ففي عام 1848 أصدر رائعته النثرية العازف الفقير Der arme Spielmann. ويصور فيها شقاء الفنان وتحطم أحلامه الوردية، على صخرة العالم القاسية.
لو نظرنا إلى أعمال جريلبارتسر المسرحية، لوجدنا أنها كلها أعمال مأساوية، باستثناء مسرحية ويل للكاذب. وتدور هذه المسرحيات حول موضوعات أربعة:
فمنها ما يدور حول مأساة الذات, وهي مسرحيات: الجدة الأولى وسابفو وبحارة السفينة أرجو وميديا.
ومنها ما يدور حول موضوع الوطن, وهي: الملك أوتو كار وسعادته ونهايته وخادم مخلص لسيدة.
ومنها ما تتأرجح احداثها بين الحلم والحقيقة, وهي: أمواج البحر والحب والحياة حياة.
أما المسرحيات الأخرى وهي: ليبوسا وصراع الأخوة في هابسبورج واليهودية من طليطلة وإستر، فتدور حول مأساة الإنسانية.

## أعماله الدرامية
1. الجدة الأولى 1817
2. سابفو 1818
3. ميلوسينا 1823
4. الملك أوتوكار سعادته ونهايته 1825 عن أوتوكار الثاني ملك بوهيميا
5. خادم مخلص لسيدة 1830
6. أمواج البحر والحب 1831
7. الحياة حلم 1834
8. ويل للكاذب 1838
9. ليبوسا 1848
10. صراع الأخوة في هابسبورج 1848
11. إيستر 1848
12. اليهودية من طليطلة 1855

## أعماله القصصية
1. دير سيندومير 1817
2. العازف الفقير 1848

## روابط خارجية
- فرانس جريلبارتسر على موقع IMDb (الإنجليزية)
- فرانس جريلبارتسر على موقع الموسوعة البريطانية (الإنجليزية)
- فرانس جريلبارتسر على موقع ميوزك برينز (الإنجليزية)
- فرانس جريلبارتسر على موقع قاعدة بيانات الأفلام السويدية (السويدية)
- فرانس جريلبارتسر على موقع إن إن دي بي (الإنجليزية)
- فرانس جريلبارتسر على موقع ديسكوغز (الإنجليزية)
- فرانس جريلبارتسر على موقع قاعدة بيانات الفيلم (الإنجليزية)
- فرانس جريلبارتسر على موقع كينوبويسك (الروسية)

## مواقع خارجية
- Franz Grillparzer-Website
- Überblick über Texte von Franz Grillparzer im Internet
- ub.fu-berlin.de Kommentierte Linksammlung der Universitätsbibliothek der Freien Universität Berlin
- Texte von Franz Grillparzer (Projekt Gutenberg)
- Grillparzers Werke im eLibrary Austria Projekt (elib Austria)